# Vật lý học

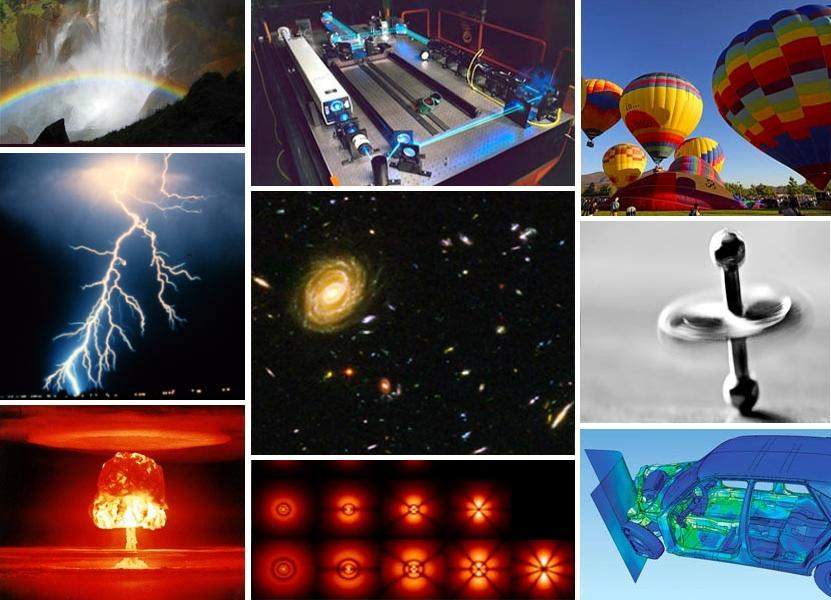
Một số hiện tượng, ứng dụng và lĩnh vực nghiên cứu của vật lý học. Từ trên, bên trái, theo chiều kim đồng hồ:
1. Khúc xạ
2. Tia laser
3. Khinh khí cầu
4. Con quay
5. Va chạm không đàn hồi
6. Nguyên tử Hiđrô
7. Bom H
8. Tia sét
9. Giữa: Thiên hà UDF 423

Vật lý học hay vật lý (gọi tắt là lý hay lí) (tiếng Anh: physics, từ tiếng Hi Lạp cổ: φύσις có nghĩa là kiến thức về tự nhiên) là một môn khoa học tự nhiên tập trung vào nghiên cứu vật chất và chuyển động của nó trong không gian và thời gian, cùng với những khái niệm liên quan như năng lượng và lực. Vật lí học là một trong những bộ môn khoa học lâu đời nhất, với mục đích tìm hiểu cách vận động của vũ trụ.
Vật lí là một trong những ngành hàn lâm sớm nhất, và có lẽ là sớm nhất khi tính chung với thiên văn học. Trong hai thiên niên kỷ vừa qua, vật lí là một phần của triết học tự nhiên cùng với hóa học, vài nhánh cụ thể của toán học và sinh học, nhưng trong cuộc Cách mạng khoa học bắt đầu từ thế kỷ XVII, các môn khoa học tự nhiên nổi lên như các ngành nghiên cứu riêng độc lập với nhau. Vật lí học giao nhau với nhiều lĩnh vực nghiên cứu liên môn ngành khác nhau, như vật lí sinh học và hóa học lượng tử, giới hạn của vật lí cũng không rõ ràng. Các phát hiện mới trong vật lí thường giải thích những cơ chế cơ bản của các môn khoa học khác đồng thời mở ra những hướng nghiên cứu mới trong các lĩnh vực như toán học hoặc triết học.
Vật lí học cũng có những đóng góp quan trọng qua sự tiến bộ các công nghệ mới đạt được do những phát kiến lí thuyết trong vật lí. Ví dụ, sự tiến bộ trong hiểu biết về điện từ học hoặc vật lí hạt nhân đã trực tiếp dẫn đến sự phát minh và phát triển những sản phẩm mới, thay đổi đáng kể bộ mặt xã hội ngày nay, như ti vi, máy vi tính, laser, internet, các thiết bị gia dụng, hay là vũ khí hạt nhân; những tiến bộ trong nhiệt động lực học dẫn tới sự phát triển cách mạng công nghiệp; và sự phát triển của ngành cơ học thúc đẩy sự phát triển phép tính vi tích phân.

## Lịch sử

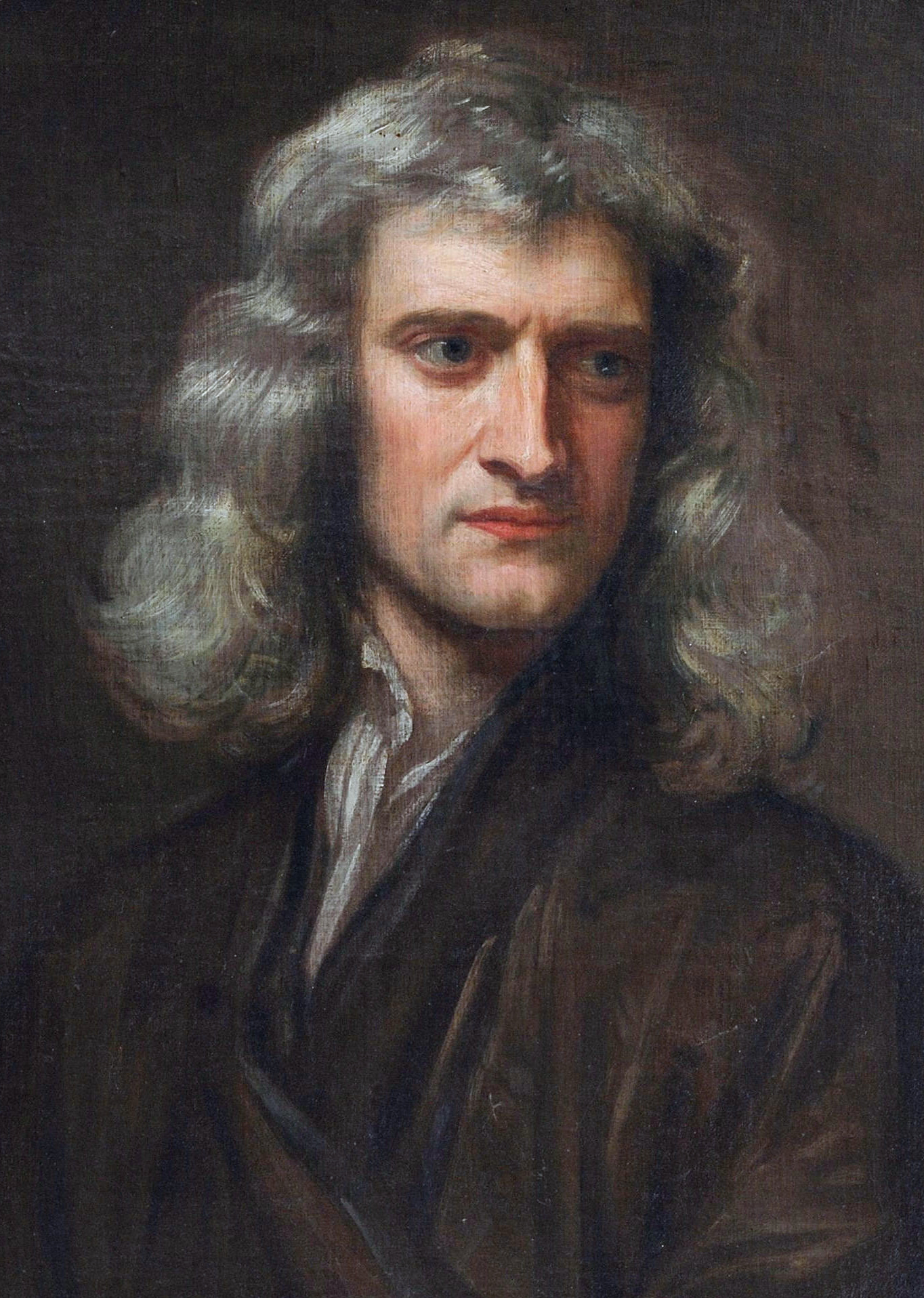
Sir Isaac Newton (1643–1727)

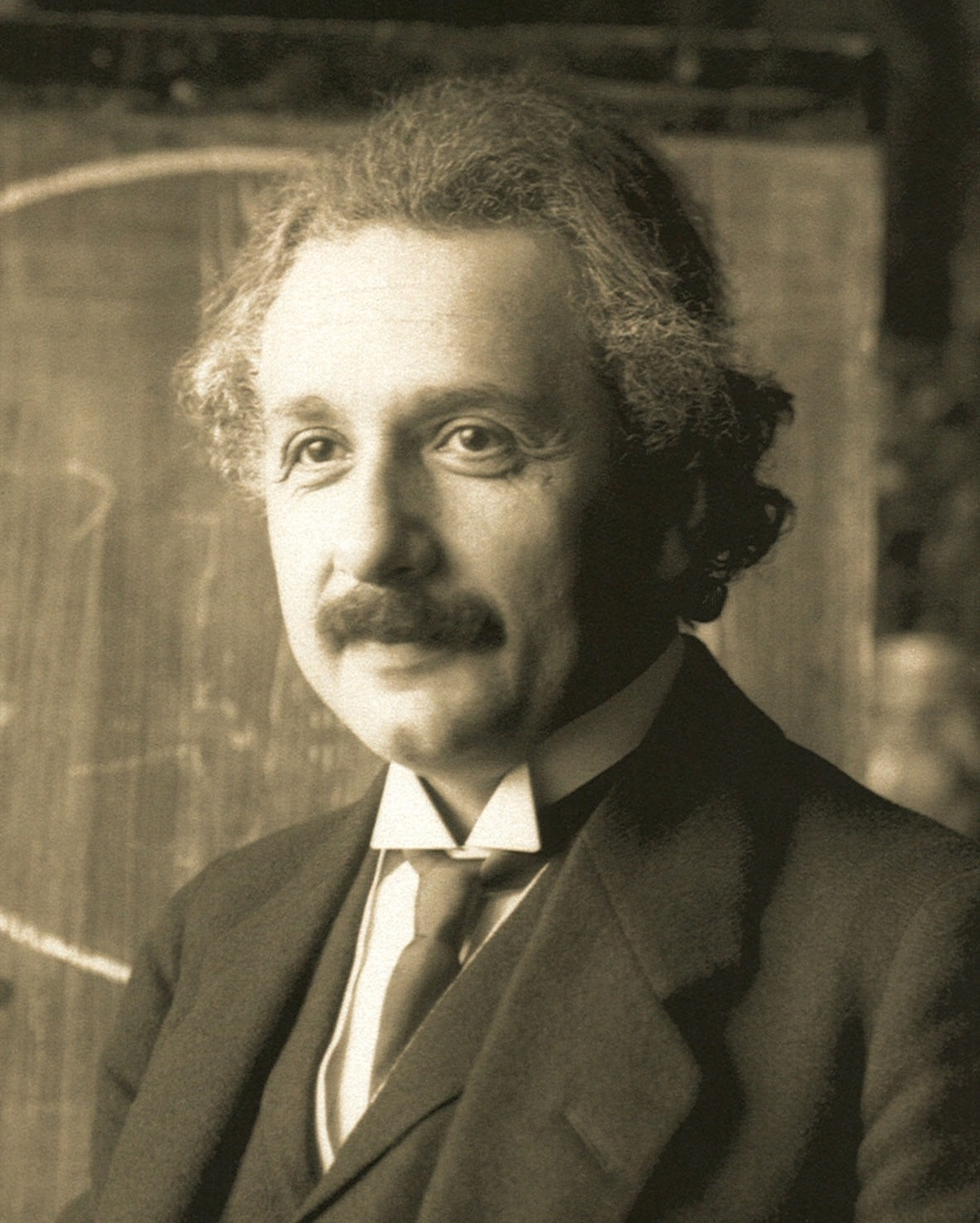
Albert Einstein (1879–1955)

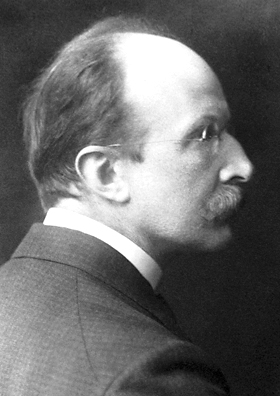
Max Planck (1858–1947)

Triết học tự nhiên được đề cập đến trong nhiều nền văn minh khác nhau. Trong giai đoạn 650 TCN – 480 TCN, khi các nhà triết học Hi Lạp trước Sokrates như Thales phản đối cách giải thích chủ quan duy ý chí cho các hiện tượng tự nhiên và ông cho rằng mọi sự kiện phải có nguyên nhân từ tự nhiên. Họ đề xuất ra những ý tưởng nhằm lí giải các quan sát và hiện tượng, và nhiều giả thuyết của họ đã được chứng minh thành công bằng thí nghiệm, ví dụ như Nguyên tử luận.
Vật lí cổ điển trở thành khoa học riêng khi người châu Âu cận đại sử dụng các phương pháp thực nghiệm và định lượng nhằm phát hiện ra các quy luật mà ngày nay gọi là các định luật vật lí. Johannes Kepler, Galileo Galilei và Isaac Newton đã phát hiện và thống nhất nhiều định luật chuyển động khác nhau. Trong thời gian diễn ra cuộc cách mạng công nghiệp, khi mà các thiết bị cần tiêu thụ nhiều năng lượng hơn, do vậy các nhà vật lí đã tiến hành nghiên cứu và phát hiện ra những định luật mới của nhiệt động lực học, hóa học và điện từ học.
Vật lí hiện đại bao gồm thuyết lượng tử do Max Planck khai sinh và Albert Einstein với thuyết tương đối, và những người tiên phong trong cơ học lượng tử như Werner Heisenberg, Erwin Schrödinger, Paul Dirac và rất nhiều nhà khoa học lớn khác.

## Triết học vật lí
Theo nhiều cách, vật lí học bắt nguồn từ Triết học Hi Lạp cổ đại.  Từ những cố gắng đầu tiên của Thales nhằm phân loại vật chất, cho đến lập luận của Democritus về vật chất cấu tạo bởi những hạt nhỏ không thể phân chia được, mô hình địa tâm của Ptolemy trong đó bầu trời là mái vòm đặc, và đến cuốn sách Vật lí của Aristotle (một trong những cuốn sách đầu tiên về vật lí, với nội dung mô tả và phân tích các chuyển động theo quan điểm triết học), và nhiều nhà triết học Hi Lạp khác đã tự phát triển những lí thuyết khác nhau về tự nhiên. Vật lí được coi là một ngành của triết học tự nhiên cho đến tận cuối thế kỷ XVIII.
Cho đến thế kỷ XIX, vật lí đã tách ra khỏi triết học và trở thành một ngành khoa học riêng. Vật lí, cũng như các ngành khoa học khác, dựa trên triết học của khoa học để đưa ra những miêu tả phù hợp cho phương pháp khoa học. Phương pháp khoa học áp dụng lí luận tiên nghiệm và hậu nghiệm và sử dụng suy luận Bayes trong đó các quan sát hay bằng chứng được dùng để cập nhật hoặc suy luận ra xác suất cho việc xem xét một giả thuyết có thể là đúng hay không.
Sự phát triển của vật lí học đã mang lại câu trả lời cho nhiều câu hỏi của các nhà triết học trước đây, nhưng cũng đặt ra nhiều câu hỏi mới. Các vấn đề của triết học trong vật lí, triết học của vật lí, bao gồm bản chất của không gian và thời gian, quyết định luận, và những lí thuyết trừu tượng như chủ nghĩa kinh nghiệm, chủ nghĩa tự nhiên và thực tại luận.
Nhiều nhà vật lí cũng đã viết về ý nghĩa triết học trong các công trình của họ, như Laplace, người đưa ra học thuyết quyết định luận nhân quả, và Erwin Schrödinger, khi ông viết về ý nghĩa thực tại của cơ học lượng tử. Stephen Hawking đã gọi nhà toán lí Roger Penrose là người theo chủ nghĩa Plato. Trong thảo luận ở cuốn sách của Penrose, The Road to Reality. Hawking coi Penrose là "người theo chủ nghĩa giản lược không biết đến xấu hổ" và không đồng tình với những quan điểm của Penrose.

## Những lí thuyết cốt lõi
Mặc dù vật lí bao hàm rất nhiều hiện tượng trong tự nhiên, nhưng các nhà vật lí chỉ cần một số lí thuyết để miêu tả những hiện tượng này. Những lí thuyết này không những được kiểm tra bằng thực nghiệm rất nhiều lần với kết quả đúng xấp xỉ trong những phạm vi nhất định mà còn mang lại nhiều ứng dụng cho xã hội. Ví dụ, cơ học cổ điển miêu tả chính xác chuyển động của những vật vĩ mô lớn hơn nguyên tử nhiều lần và di chuyển với vận tốc nhỏ hơn nhiều tốc độ ánh sáng. Những lí thuyết này vẫn còn được nghiên cứu áp dụng cho tới ngày nay, và một nhánh của cơ học cổ điển là lí thuyết hỗn loạn mới chỉ hình thành từ thế kỷ XX, ba thế kỷ sau khi cơ học cổ điển ra đời từ những công trình của Isaac Newton (1642–1727).
Những lí thuyết trung tâm này là công cụ quan trọng cho nghiên cứu những vấn đề cụ thể, và đối với bất kỳ nhà vật lí nào, không kể họ quan tâm tới lĩnh vực nghiên cứu nào, cũng đều được học những lí thuyết này ở trường đại học. Chúng bao gồm cơ học cổ điển, cơ học lượng tử, nhiệt động lực học và cơ học thống kê, điện từ học, và thuyết tương đối hẹp.

### Vật lí cổ điển

Minh họa động cơ hơi nước 3 giai đoạn.

Vật lí cổ điển bao gồm những nhánh và chủ đề truyền thống đã được công nhận và phát triển hoàn thiện trước thế kỷ XX—cơ học cổ điển, âm học, quang học, nhiệt động lực học, và điện từ học.
Cơ học cổ điển nghiên cứu vật thể chịu tác dụng của lực cũng như trạng thái chuyển động của chúng; và có thể chia ra thành môn tĩnh học (nghiên cứu trạng thái đứng yên của vật), động học (nghiên cứu chuyển động của vật mà không xét tới nguyên nhân gây ra chuyển động), và động lực học (nghiên cứu chuyển động và lực ảnh hưởng lên vật); cơ học cũng có thể chia thành các môn cơ học vật rắn và cơ học chất lưu (cả hai môn này thuộc về cơ học môi trường liên tục), và cơ học chất lưu có những nhánh con như thủy tĩnh học, thủy động lực học, khí động lực học, và khí nén học (pneumatics).
Âm học, ngành nghiên cứu âm thanh, mà các nhà vật lí thường coi là một nhánh của cơ học bởi vì âm thanh là do chuyển động của các hạt hay phân tử trong không khí hoặc trong môi trường khác gây ra sóng âm và do đó có thể giải thích theo các định luật của cơ học. Một trong những nhánh quan trọng của âm học là siêu âm học, nghiên cứu sóng siêu âm với tần số cao hơn tần số nghe của con người.
Quang học, bộ môn nghiên cứu chuyển động của ánh sáng, không những chỉ nghiên cứu ánh sáng khả kiến mà còn bao gồm bức xạ hồng ngoại và tử ngoại, mà có tính chất tương tự như ánh sáng ngoại trừ mắt người không thể thấy được, như tính phản xạ, khúc xạ, giao thoa, nhiễu xạ, phân cực và khuếch tán ánh sáng.
Nhiệt lượng là một dạng năng lượng dự trữ trong vật chất nhờ vào chuyển động nhiệt hỗn loạn của các hạt cấu tạo nên vật chất; nhiệt động lực học nghiên cứu các mối liên hệ giữa nhiệt lượng và những dạng năng lượng khác hoặc với các khái niệm như entropy và môn này có liên hệ mật thiết với cơ học thống kê.
Điện học và từ học trở thành một ngành riêng của vật lí kể từ những khám phá mới liên quan đến chúng vào đầu thế kỷ XIX; với quy luật dòng điện chạy qua dây dẫn sinh ra từ trường và một từ trường biến đổi sinh ra dòng điện cảm ứng. Tĩnh điện học nghiên cứu các hạt điện tích đứng yên, Điện động lực học nghiên cứu hành xử của các điện tích chuyển động, và tĩnh từ học nghiên cứu các cực từ đứng yên, như nam châm.

### Vật lí hiện đại

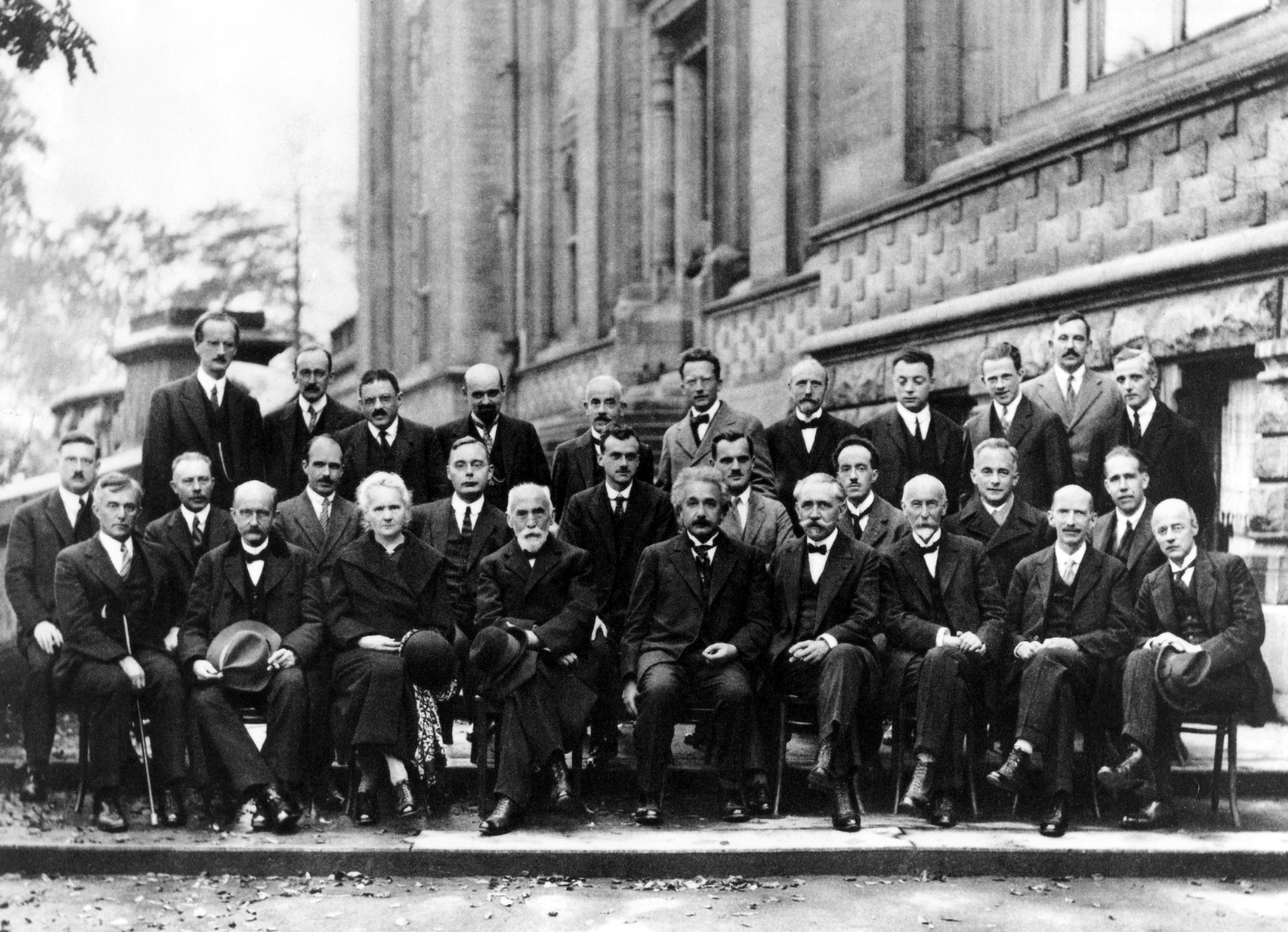
Hội nghị Solvay năm 1927, với sự tham gia của các nhà vật lí nổi tiếng như Albert Einstein, Werner Heisenberg, Max Planck, Hendrik Lorentz, Niels Bohr, Marie Curie, Erwin Schrödinger và Paul Dirac.

Vật lí cổ điển nói chung nghiên cứu vật chất và chuyển động ở phạm vi mà con người có thể quan sát và tiếp cận hàng ngày, trong khi vật lí hiện đại nghiên cứu hành trạng của vật chất và tương tác ở những khoảng cách vi mô và vĩ mô. Ví dụ, vật lí nguyên tử và hạt nhân nghiên cứu vật chất ở cấp độ vi mô mà tại đó các nguyên tố hóa học được phân loại một cách cơ bản. Vật lí hạt cơ bản nghiên cứu ở khoảng cách nhỏ hơn nữa về những thành phần cơ bản nhất của vật chất; nhánh vật lí này cũng được gọi là vật lí năng lượng cao bởi vì các nhà khoa học sử dụng máy gia tốc cho các hạt có năng lượng cao va chạm vào nhau để tìm hiểu hành trạng và tính chất của hạt cơ bản. Ở thang khoảng cách vi mô này, những khái niệm thông thường theo trực giác hàng ngày không còn đúng nữa.
Hai lí thuyết trụ cột của vật lí hiện đại miêu tả các khái niệm về không gian, thời gian và vật chất khác với bức tranh miêu tả của vật lí cổ điển. Cơ học lượng tử miêu tả các hạt rời rạc, bản chất của nhiều hiệu ứng cấp nguyên tử và hạ nguyên tử, chi phối bởi nguyên lí bất định và lưỡng tính sóng hạt. Thuyết tương đối miêu tả các hiện tượng xảy ra trong những hệ quy chiếu khác nhau chuyển động so với người quan sát; trong đó thuyết tương đối hẹp miêu tả các hệ quy chiếu chuyển động quán tính và thuyết tương đối tổng quát miêu tả hệ quy chiếu chuyển động gia tốc và tương tác hấp dẫn là do độ cong của không thời gian. Cả lí thuyết lượng tử và thuyết tương đối đều có nhiều ứng dụng trong mọi ngành của vật lí hiện đại và trong đời sống hàng ngày như laser, máy tính hoặc GPS...

### Sự khác nhau giữa vật lí cổ điển và vật lí hiện đại

Các lĩnh vực cơ bản của vật lí

Trong khi vật lí học hướng đến phát hiện ra những định luật tổng quát miêu tả và giải thích các hiện tượng, thì các lí thuyết của nó áp dụng và đúng cho những phạm vi cụ thể. Nói một cách ngắn gọn, các định luật của vật lí cổ điển miêu tả chính xác những hệ thống có khoảng cách lớn hơn thang đo nguyên tử và chuyển động với vận tốc rất nhỏ so với tốc độ ánh sáng. Bên ngoài phạm vi này, những quan sát thực nghiệm không còn đúng với tiên đoán của cơ học cổ điển. Albert Einstein đóng góp vào khuôn khổ của thuyết tương đối hẹp, thay thế một không gian và thời gian tuyệt đối bằng không thời gian phụ thuộc vào tốc độ của hệ quy chiếu và miêu tả chính xác những hệ có vận tốc xấp xỉ tốc độ ánh sáng. Max Planck, Erwin Schrödinger, và những nhà khoa học khác khai phá cơ học lượng tử, với khái niệm phân bố xác suất liên quan đến các tính chất của hạt cũng như tương tác trao đổi giữa chúng và lí thuyết miêu tả một cách chính xác hành trạng của thế giới nguyên tử và hạt hạ nguyên tử. Sau đó, lí thuyết trường lượng tử thống nhất cơ học lượng tử và thuyết tương đối hẹp miêu tả các hạt vi mô chuyển động gần và bằng tốc độ ánh sáng. Thuyết tương đối rộng tổng quát thuyết tương đối hẹp, miêu tả không thời gian cong có tính động lực và phụ thuộc vào sự có mặt và tính chất của vật chất, nó miêu tả những vật thể khối lượng lớn và cấu trúc vĩ mô của toàn vũ trụ cũng như tiên đoán phù hợp với thực nghiệm về sự tiến hóa của vũ trụ. Các nhà vật lí lí thuyết vẫn chưa thống nhất được thuyết tương đối tổng quát miêu tả trường hấp dẫn với ba tương tác cơ bản miêu tả bởi cơ học lượng tử: tương tác mạnh, tương tác yếu và tương tác điện từ; và một vài lí thuyết về hấp dẫn lượng tử đã được đề xuất.

## Liên hệ với những lĩnh vực khác

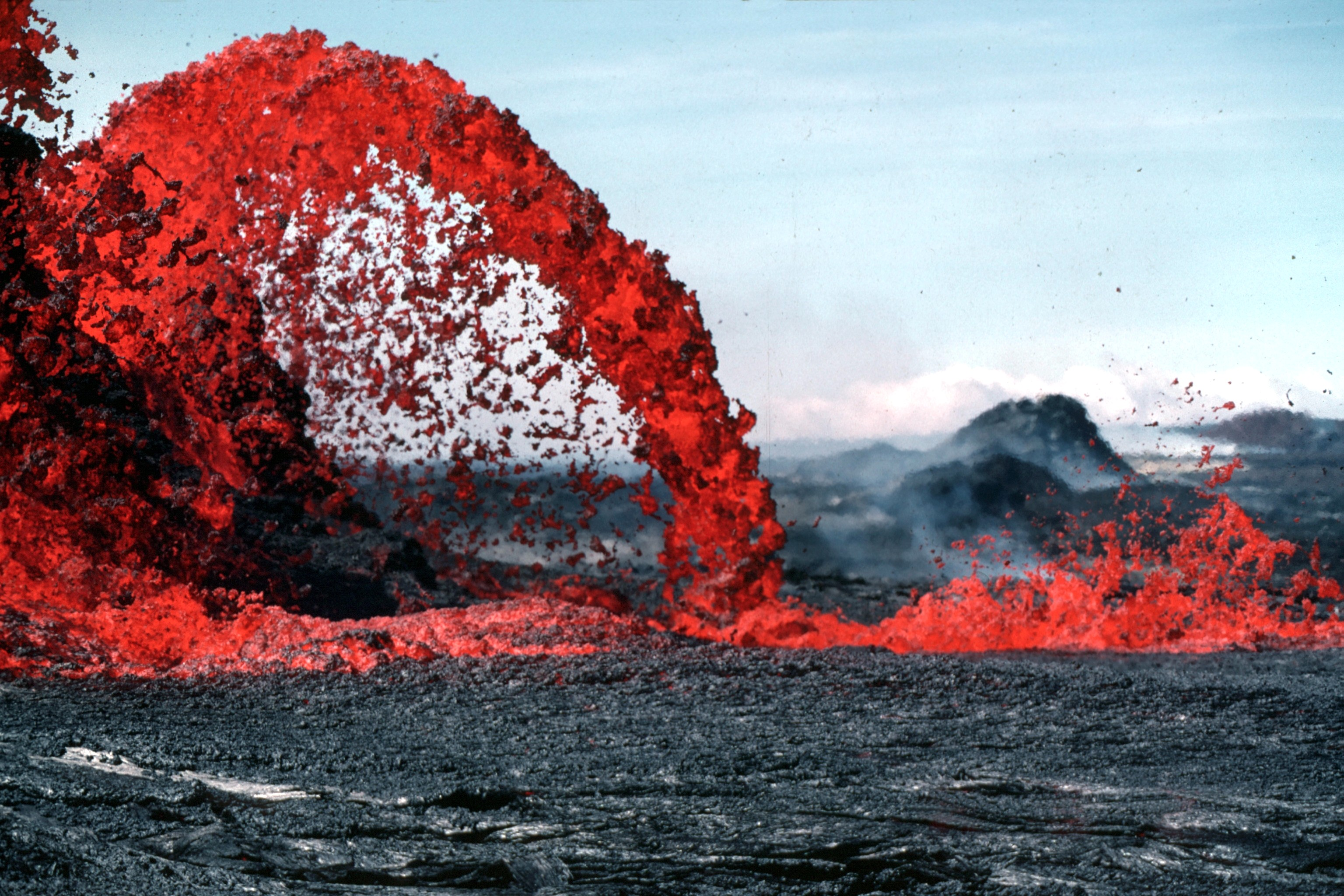
Luồng dung nham phun ra hình parabol - minh họa ứng dụng của toán học vào vật lí, trong trường hợp này là định luật rơi tự do của Galileo.

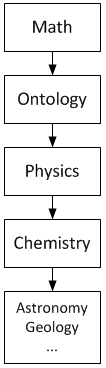
Toán học và bản thể luận được sử dụng trong vật lí. Vật lí học được sử dụng trong hóa học và vũ trụ học.

### Tiền đề
Toán học là ngôn ngữ để miêu tả một cách gọn gàng và logic thứ bậc trong tự nhiên, đặc biệt là các định luật của vật lí. Điều này được chú ý và ủng hộ bởi Pythagoras, Plato, Galileo, và Newton.
Các lí thuyết vật lí sử dụng ngôn ngữ toán học để nhận được những công thức chính xác miêu tả các đại lượng vật lí, thu được những nghiệm chính xác hay những giá trị ước lượng và tiên đoán những hệ quả. Những kết quả thí nghiệm hay thực nghiệm của vật lí đều biểu hiện bằng giá trị số. Những công nghệ dựa trên toán học và máy tính, như khoa học tính toán đã đưa ngành vật lí tính toán trở thành lĩnh vực nhiều triển vọng.

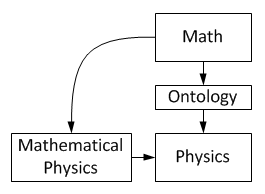
Sự khác biệt giữa toán học và vật lí học đôi khi không rõ ràng, đặc biệt trong ngành toán lí.

Bản thể luận là một lí thuyết tiên quyết cho vật lí học, nhưng không phải cho toán học. Điều đó có nghĩa là vật lí hoàn toàn chỉ mô tả thế giới thực tại, trong khi toán học phát triển đưa ra nhiều ngành trừu tượng, thậm chí vượt khỏi phạm vi thế giới thực. Do vậy những phát biểu vật lí mang tính tổng hợp, trong khi các phát biểu toán học mang tính phân tích. Toán học chứa những tiên đề và giả thuyết, trong khi vật lí học dựa trên những định luật, các nguyên lí cơ bản và công cụ toán học. Các phát biểu toán học chỉ cần thỏa mãn về mặt logic, trong khi các tiên đoán của phát biểu vật lí phải phù hợp với dữ liệu quan sát và thực nghiệm.
Sự khác biệt giữa hai khoa học là rõ ràng, nhưng không phải lúc nào cũng vậy. Ví dụ, ngành vật lí toán áp dụng các công cụ toán học vào vật lí. Phương pháp nghiên cứu của nó bằng toán học, nhưng các đối tượng quan tâm thuộc về vật lí học. Vấn đề trong ngành này bắt đầu bằng "mô hình hóa toán học một hệ vật lí" và "miêu tả các định luật vật lí bằng toán học". Mỗi phát biểu toán học cho mỗi lời giải thường khó tìm được ý nghĩa vật lí trong đó. Lời giải toán học cuối cùng phải thể hiện ý nghĩa vật lí một cách dễ hiểu hơn bởi nó là điều mà người giải đang tìm.
Vật lí là một ngành khoa học cơ bản, không phải là khoa học ứng dụng. Nó là "khoa học cơ bản" bởi vì lĩnh vực nghiên cứu của mọi ngành khoa học tự nhiên như hóa học, thiên văn học, địa chất học, sinh học... đều bị chi phối bởi các định luật vật lí. Ví dụ, hóa học nghiên cứu tính chất, cấu trúc và phản ứng của vật chất (hóa học tập trung nghiên cứu thang nguyên tử và phân tử). Những cấu trúc và hợp chất hóa học hình thành và tuân theo tương tác điện từ, cũng như các định luật bảo toàn năng lượng, khối lượng và điện tích.

### Ứng dụng và ảnh hưởng

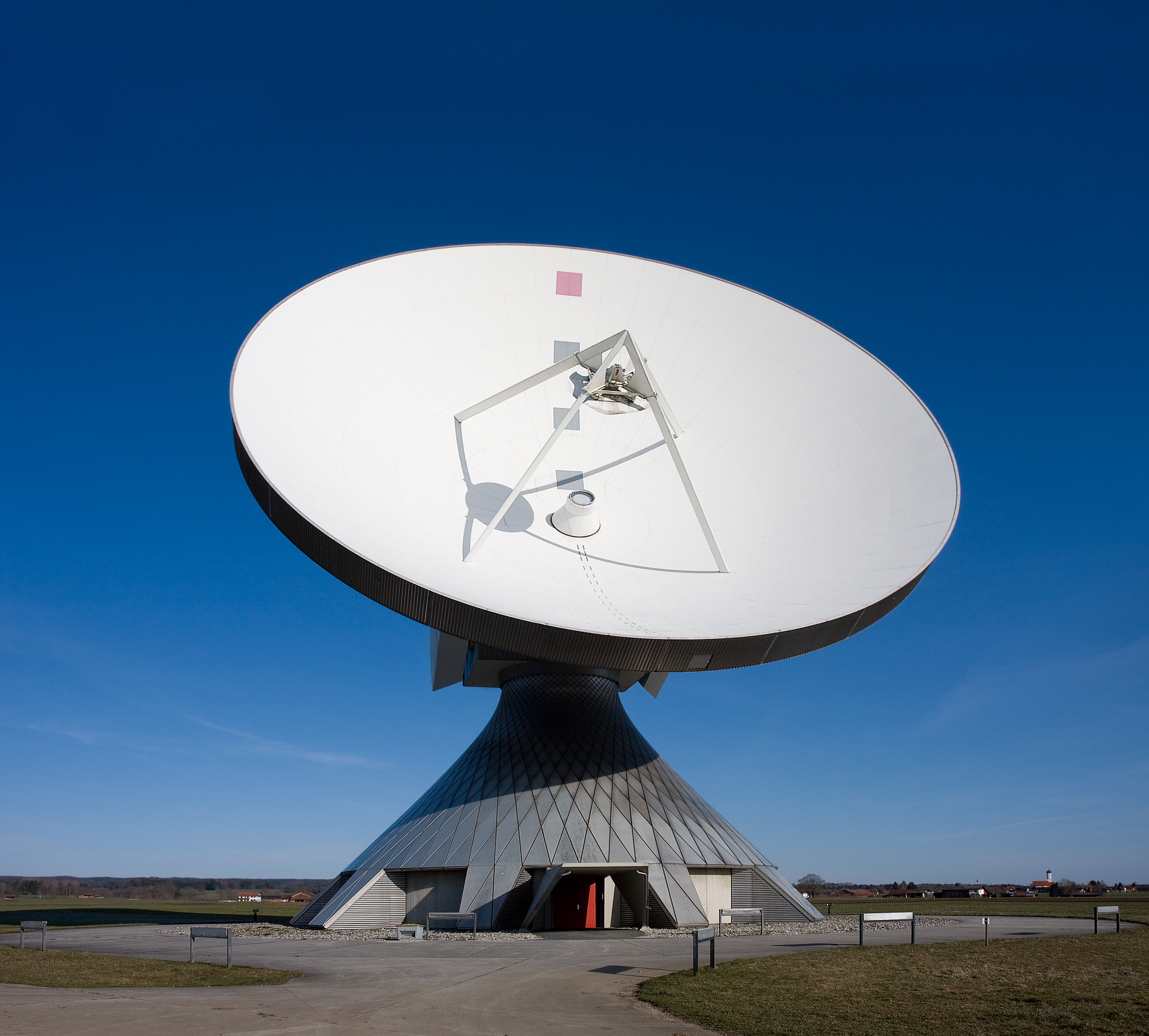
Một ăng ten ở trạm thu phát tín hiệu vệ tinh.

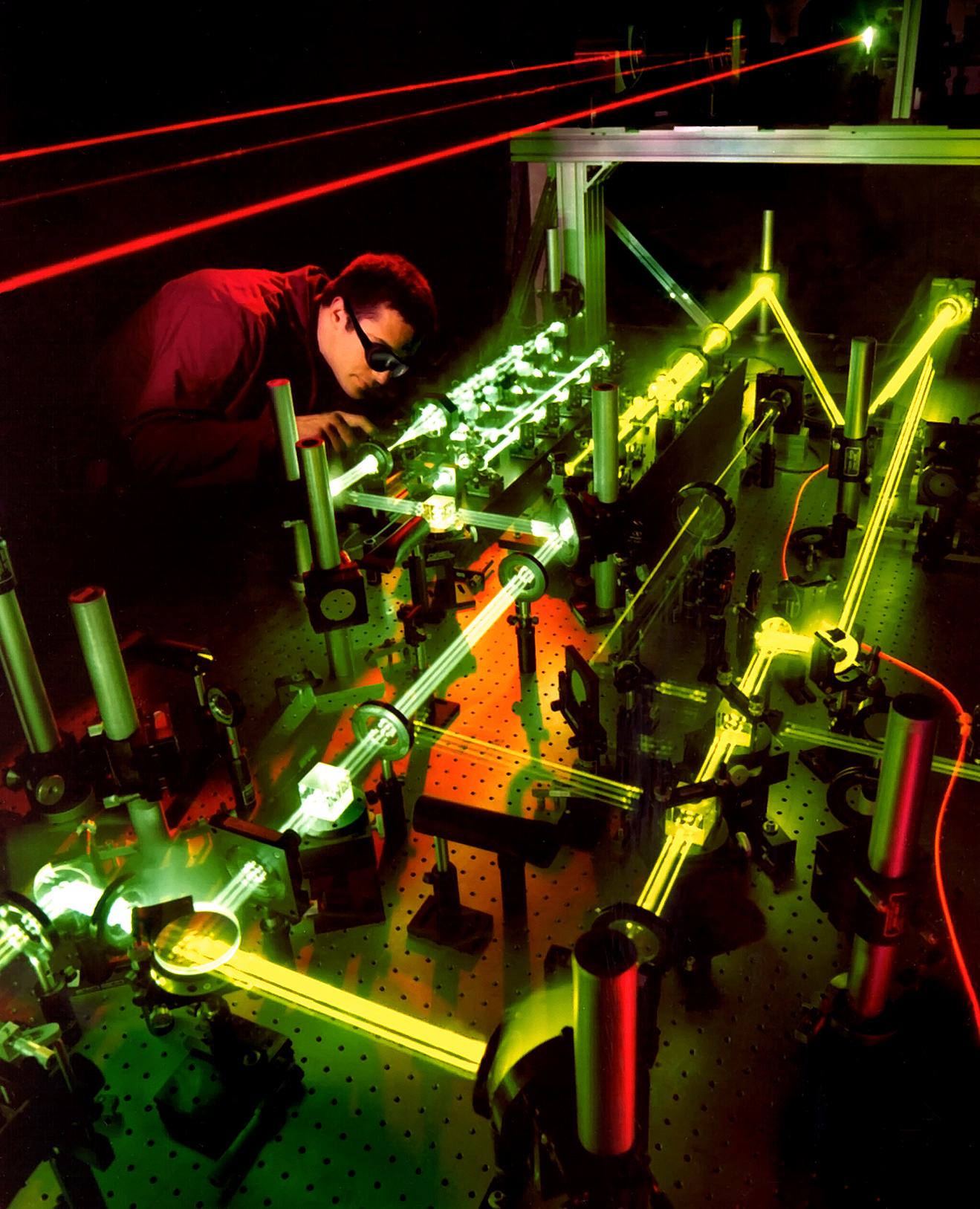
Ứng dụng của laser.

Vật lí ứng dụng là một ngành nghiên cứu áp dụng vật lí học cho mục đích và yêu cầu của con người. Vật lí ứng dụng thường chứa một vài lĩnh vực vật lí lí thuyết, như địa chất học hay kỹ thuật điện. Ngành này thường khác với ngành kĩ thuật ở chỗ nhà vật lí ứng dụng không hẳn thiết kế một thiết bị gì mới, mà họ sử dụng kiến thức vật lí để thực hiện các nghiên cứu hỗ trợ cho những công nghệ mới hoặc giải quyết một vấn đề kĩ thuật nào đó.
Cách tiếp cận này giống với toán học ứng dụng. Các nhà vật lí ứng dụng cũng quan tâm cách ứng dụng vật lí cho nghiên cứu khoa học. Ví dụ, những kĩ sư tham gia thiết kế và vận hành máy gia tốc thường có mục đích nâng cao hiệu năng hoạt động của máy dò hạt nhằm phục vụ cho vật lí lí thuyết.
Vật lí kĩ thuật dựa nhiều vào cơ sở vật lí học. Ví dụ, cơ học vật rắn, cơ học đất và cơ học kết cấu... là lí thuyết nền tảng cho các kĩ sư thiết kế công trình xây dựng. Bộ môn vật lí kiến trúc bao gồm lí thuyết về âm học, ánh sáng, nhiệt... giúp thiết kế công trình một cách tối ưu, chống tiếng ồn, nâng cao khả năng cách nhiệt và bố trí đèn chiếu sáng hiệu quả. Ngành khí động lực học giúp các kĩ sư hàng không thiết kế máy bay tốt hơn cũng như thực hiện các mô phỏng trước khi cho sản xuất hàng loạt. Trong lĩnh vực giải trí, hình ảnh ti vi và máy tính đạt chuẩn nét cao là nhờ công nghệ nano và điện tử học...
Đa số các nhà vật lí hiện nay chấp nhận rằng các định luật vật lí cũng như các hằng số vật lí là phổ quát và không thay đổi theo thời gian, do vậy những ứng dụng vật lí có thể áp dụng trong nhiều tình huống giả định trước và ở nhiều nơi trên địa cầu. Ví dụ, trong nghiên cứu về lịch sử Trái Đất, các nhà khoa học có thể mô hình hóa khối lượng, nhiệt độ, tốc độ tự quay... của hành tinh theo thời gian tiến hóa của nó. Vật lí học cũng mang lại những tiến triển không ngừng của sự phát triển các công nghệ mới, giảm thiểu tiêu thụ năng lượng, tiết kiệm vật liệu cũng như chi phí sản xuất.
Cũng có những ngành nghiên cứu tổng hợp từ nhiều lĩnh vực khác nhau trong đó có vật lí học, như vật lí kinh tế (econophysics) hay vật lí xã hội (sociophysics).

## Nghiên cứu

### Phương pháp khoa học
Các nhà vật lí sử dụng các phương pháp khoa học để kiểm chứng một lí thuyết vật lí là đúng hay bác bỏ nó, sử dụng cách tiếp cận phương thức luận nhằm so sánh kết quả tiên đoán của lí thuyết với những giá trị thu được từ thí nghiệm hay quan trắc kiểm chứng nó; và do vậy hỗ trợ các nhà khoa học đi đến quyết định lí thuyết đó là đúng trong một phạm vi nhất định hay phải loại bỏ nó và đi tìm một lí thuyết khác lí giải các kết quả thực nghiệm.
Một định luật khoa học là một phát biểu súc tích hoặc thể hiện dưới công thức toán học liên hệ các đại lượng trong một nguyên lí cơ bản của lí thuyết, như định luật vạn vật hấp dẫn của Newton.

### Lí thuyết và thực nghiệm

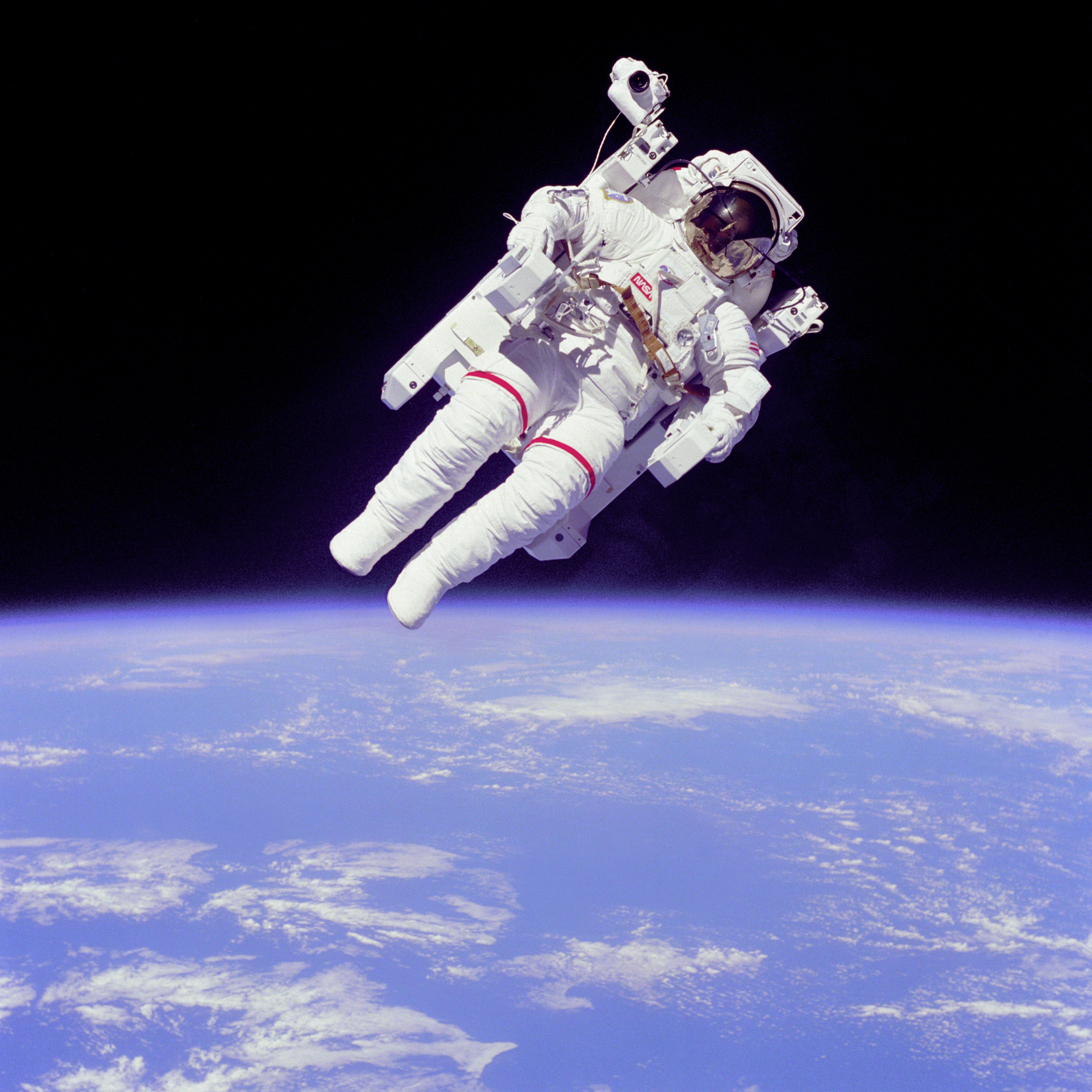
Nhà du hành vũ trụ và Trái Đất trong trạng thái rơi tự do.

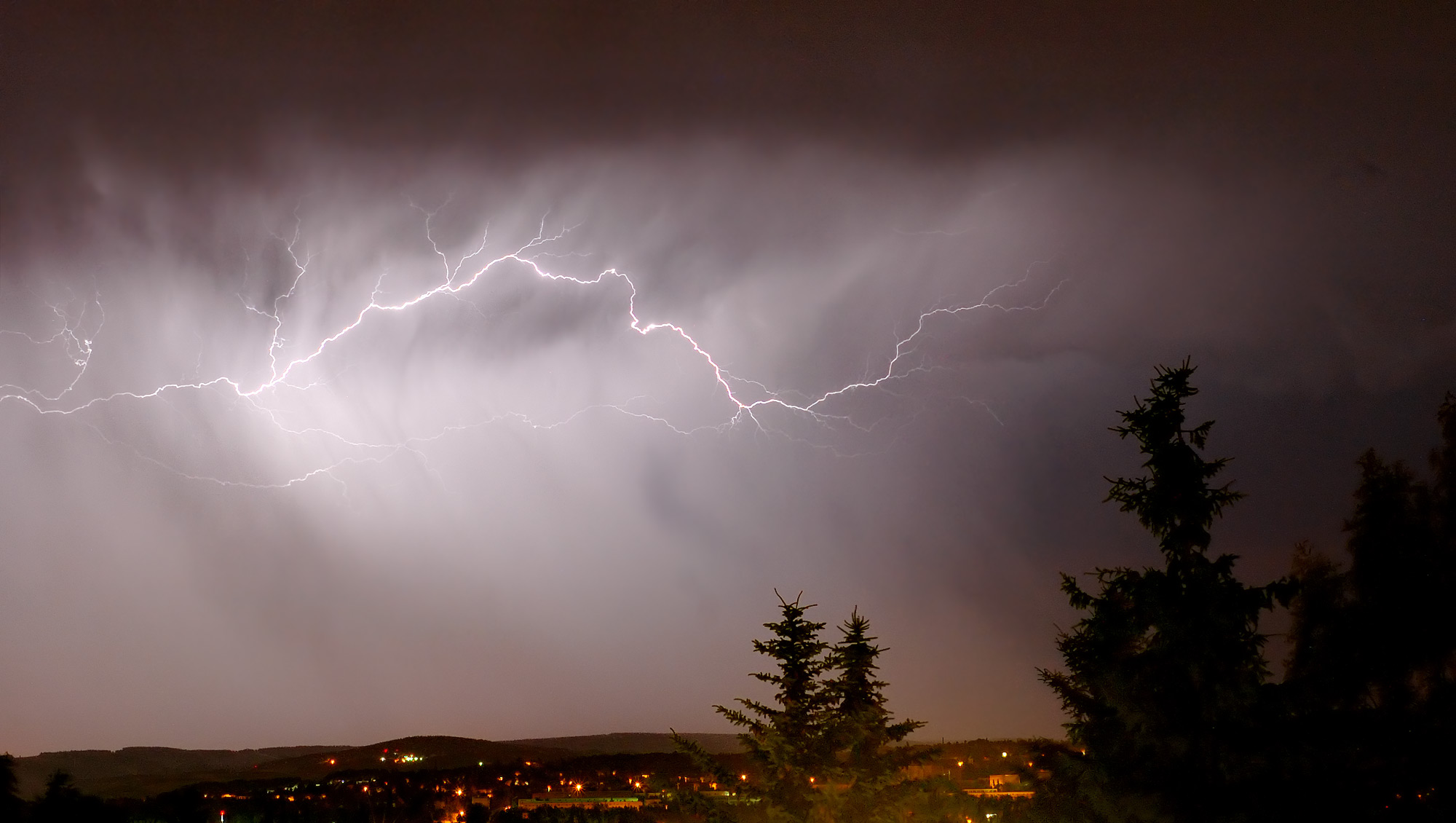
Tia sét là hiện tượng phóng điện giữa hai vùng điện áp.

Các nhà vật lí hướng tới phát triển những mô hình toán học không những thỏa mãn kết quả của những thí nghiệm đã có mà còn tiên đoán thành công những kết quả mới hay những hiện tượng mới; trong khi đó các nhà vật lí thực nghiệm không những thiết kế và lắp đặt những thí nghiệm kiểm chứng kết quả lí thuyết mà họ còn thực hiện những thí nghiệm mới cho kết quả không phù hợp với những lí thuyết hiện tại hoặc phát hiện ra hiện tượng hay hiệu ứng mới. Mặc dù lí thuyết và thực nghiệm được phát triển tách biệt nhau, chúng lại phụ thuộc mạnh vào lẫn nhau. Sự tiến triển của vật lí học thường bước sang chương mới khi các nhà thực nghiệm phát hiện ra những hiện tượng mới, hoặc khi một lí thuyết mới tiên đoán kết quả mà các nhà thực nghiệm có thể thực hiện được các thí nghiệm kiểm chứng mang lại kết quả ủng hộ lí thuyết mới.
Cũng có những nhà vật lí nghiên cứu trên cả hai phạm vi lí thuyết và thực nghiệm, nhà hiện tượng học, họ khai phá những kết quả thí nghiệm phức tạp và tìm cách liên hệ chúng với lí thuyết cơ sở.
Về mặt lịch sử, vật lí lí thuyết có cảm hứng xuất phát từ triết học; như điện từ học được thống nhất từ quan điểm triết học. Ngoài những hiện tượng đã biết trong vũ trụ, lĩnh vực vật lí lí thuyết cũng đặt ra những giả thuyết, ví dụ giả thuyết vũ trụ song song, một vũ trụ có nhiều hơn 3 chiều không gian. Các nhà lí thuyết đưa ra những giả thuyết như vậy để hi vọng giải quyết được những vấn đề hóc búa trong vật lí học. Sau đó họ khám phá ra những hệ quả của giả thuyết và tìm kiếm những kết quả tiên đoán của nó mà có thể kiểm chứng được.
Vật lí thực nghiệm mang lại cơ sở và thông tin cũng như nhận lại từ ngành kĩ thuật và công nghệ. Các nhà vật lí thực nghiệm tham gia vào những nghiên cứu cơ bản nhằm thiết kế và thực hiện các thí nghiệm với các thiết bị tiên tiến như máy gia tốc hạt và laser, cũng như họ tham gia vào nghiên cứu ứng dụng trong công nghiệp, phát triển các công nghệ mới như chụp ảnh cộng hưởng từ (MRI) và thiết kế transistor và vi mạch. Nhà vật lí lí thuyết Feynman từng nói rằng các nhà thực nghiệm thường thích làm thí nghiệm trên những phạm vi chưa được hiểu tốt bởi các nhà lí thuyết.

### Phạm vi và mục đích

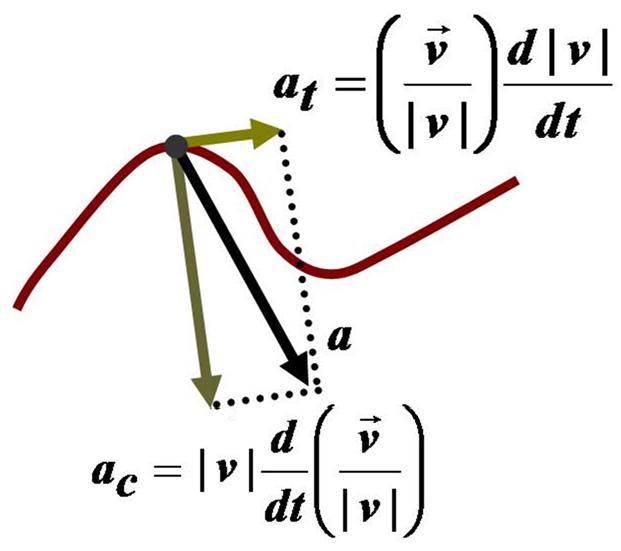
Vật lí mô hình hóa thế giới tự nhiên bằng các đại lượng. Ví dụ ở đây, quỹ đạo của hạt trong cơ học được miêu tả bằng phép tính vi tích phân.

Vật lí học nghiên cứu nhiều hiện tượng, từ các hạt cơ bản (như quark, neutrino và electron) cho đến những siêu đám thiên hà. Bao quát những hiện tượng và vật chất cơ bản này là những thứ cấu thành lên mọi sự vật và hiện tượng khác. Do vậy vật lí còn được gọi là "khoa học cơ bản". Vật lí học có mục đích miêu tả càng nhiều hiện tượng khác nhau trong tự nhiên chỉ bằng một số nhỏ các quy luật đơn giản nhất. Do vậy, vật lí học nhằm mục đích liên hệ những thứ mà con người quan sát được với nguyên nhân gây ra chúng, và sau đó kết nối những nguyên nhân này với nhau.
Ví dụ, người Hi Lạp cổ đại đã biết rằng những vật như hổ phách khi chà vào lông thú có thể khiến hai vật hút nhau. Hiệu ứng này lần đầu tiên được nghiên cứu vào thế kỷ XVII, và gọi là điện học. Trong khi đó, từ lâu người ta cũng biết có những cục nam châm có thể hút thanh sắt và sử dụng làm la bàn, hay môn từ học. Do vậy, vật lí có mục đích hiểu được bản chất của hai hiện tượng theo một số nguyên nhân nào đó. Tuy vậy, những nghiên cứu sâu hơn trong thế kỷ XIX cho thấy hai lực này chỉ là những khía cạnh khác nhau của cùng một lực—lực điện từ. Quá trình "thống nhất" các lực vẫn còn tiếp tục cho đến ngày nay, và lực điện từ và lực hạt nhân yếu hiện nay được thống nhất thành tương tác điện yếu. Các nhà vật lí hy vọng cuối cùng sẽ tìm ra được lí thuyết thống nhất được cả bốn tương tác cơ bản trong tự nhiên (xem Nghiên cứu hiện tại ở dưới).

### Lĩnh vực nghiên cứu
Những nghiên cứu hiện nay có thể chia thành một số lĩnh vực chính như vật lí vật chất ngưng tụ; vật lí nhiệt độ thấp, vật lí plasma; vật lí nguyên tử, phân tử, nano, quang học, laser, vật lí bán dẫn; vật lí hạt; vật lí thiên văn; địa vật lí và vật lí sinh học... Một số nhà vật lí cũng tham gia nghiên cứu trong giáo dục vật lí học.
Từ thế kỷ XX, nhiều lĩnh vực vật lí mới xuất hiện và ngày càng chuyên biệt hóa hơn, và ngày nay đa số các nhà vật lí chỉ nghiên cứu trong lĩnh vực hẹp trong toàn sự nghiệp của họ. Những "nhà bác học" như Albert Einstein (1879–1955), Enrico Fermi (1901-1954), Lev Landau (1908–1968),... mà họ nghiên cứu trong nhiều lĩnh vực của vật lí học, hiện nay là rất hiếm.
Bảng dưới nêu một số ngành và ngành nhỏ của vật lý học, bên cạnh đó đưa ra một số lý thuyết chủ đạo và một vài khái niệm liên quan, và không hoàn toàn đủ các khái niệm cơ bản nêu ở đây.
| Ngành                                | Phân ngành | Các lý thuyết chính | Khái niệm |
| ------------------------------------ | --- | --- | --- |
| Vật lý thiên văn                     | Thiên văn học, Trắc lượng học thiên thể, Vũ trụ học, Vật lý hấp dẫn, Vật lý thiên văn năng lượng cao, Khoa học hành tinh, Vật lý plasma, Vật lý Mặt Trời, Vật lý không gian, Nghiên cứu sao | Vụ Nổ Lớn, Vũ trụ giãn nở, Thuyết tương đối rộng, Định luật vạn vật hấp dẫn của Newton, Mô hình Lambda-CDM, Từ thủy động lực học | Lỗ đen, Bức xạ phông vi sóng vũ trụ, Dây vũ trụ, Vũ trụ học, Năng lượng tối, Vật chất tối, Thiên hà, tương tác hấp dẫn, Sóng hấp dẫn, Điểm kì dị không-thời gian, Hành tinh, Hệ Mặt Trời, Sao, Siêu tân tinh, Vũ trụ, Tốc độ ánh sáng, Nguyên lý tương đương, Các định luật bảo toàn |
| Vật lý nguyên tử, phân tử, quang học | Vật lý nguyên tử, Vật lý phân tử, Vật lý thiên văn nguyên tử và phân tử, Hóa lý, Quang học, Quang tử học | Quang học lượng tử, Hóa học lượng tử, Khoa học thông tin lượng tử | Photon, Nguyên tử, Phân tử, Nhiễu xạ, Giao thoa, Bức xạ điện từ, Laser, Phân cực, Phổ điện từ, Hiệu ứng Casimir, Vướng mắc lượng tử, Mật mã lượng tử |
| Vật lý hạt                           | Vật lý hạt nhân, Vật lý thiên văn hạt nhân, Vật lý hạt phân tích các sự kiện va chạm | Mô hình Chuẩn, Lý thuyết trường lượng tử, Điện động lực học lượng tử, Thuyết sắc động lực học lượng tử, Tương tác yếu, Lý thuyết trường hữu hiệu, Lý thuyết dàn trường, Lý thuyết gauge, Siêu đối xứng, Lý thuyết thống nhất lớn, Lý thuyết dây, Thuyết M, Lý thuyết hấp dẫn lượng tử vòng | Tương tác cơ bản (hấp dẫn, điện từ, yếu, mạnh), Hạt sơ cấp, Spin, Phản vật chất, Phá vỡ đối xứng tự phát, Dao động neutrino, Cơ chế Seesaw, Hấp dẫn lượng tử, Tái chuẩn hóa, Thuyết vạn vật, Năng lượng chân không, Sơ đồ Feynman |
| Vật lý vật chất ngưng tụ             | Vật lý chất rắn, Vật lý áp suất cao, Vật lý nhiệt độ thấp, Vật lý bề mặt, Vật lý cấp nano và lĩnh vực liên quan, Vật lý polymer | Lý thuyết BCS, Sóng Bloch, Lý thuyết phiếm hàm mật độ, Khí Fermi, Chất lỏng Fermi, Lý thuyết nhiều vật, Cơ học thống kê | Pha (khí, lỏng, rắn), Ngưng tụ Bose-Einstein, Dẫn điện, Phonon, Nam châm, Tự tổ chức, Chất bán dẫn, Siêu dẫn, Siêu lỏng, Sắt từ |
| Vật lý ứng dụng                      | Vật lý máy gia tốc, Âm học, Vật lý nông học, Lý sinh học, Hóa lý, Vật lý thông tin, Vật lý kỹ thuật, Động lực học chất lưu, Địa vật lý, Vật lý laser, Khoa học vật liệu, Vật lý y khoa, Công nghệ nano, Quang học, Quang điện học, Quang tử học, Điện mặt trời, Vật lý tính toán, Plasma, Vật lý chất rắn, Hóa học lượng tử, Điện tử học lượng tử, Khoa học thông tin lượng tử, Động lực học xe cộ | Vật lý máy gia tốc, Âm học, Vật lý nông học, Lý sinh học, Hóa lý, Vật lý thông tin, Vật lý kỹ thuật, Động lực học chất lưu, Địa vật lý, Vật lý laser, Khoa học vật liệu, Vật lý y khoa, Công nghệ nano, Quang học, Quang điện học, Quang tử học, Điện mặt trời, Vật lý tính toán, Plasma, Vật lý chất rắn, Hóa học lượng tử, Điện tử học lượng tử, Khoa học thông tin lượng tử, Động lực học xe cộ | Vật lý máy gia tốc, Âm học, Vật lý nông học, Lý sinh học, Hóa lý, Vật lý thông tin, Vật lý kỹ thuật, Động lực học chất lưu, Địa vật lý, Vật lý laser, Khoa học vật liệu, Vật lý y khoa, Công nghệ nano, Quang học, Quang điện học, Quang tử học, Điện mặt trời, Vật lý tính toán, Plasma, Vật lý chất rắn, Hóa học lượng tử, Điện tử học lượng tử, Khoa học thông tin lượng tử, Động lực học xe cộ |

#### Vật chất ngưng tụ

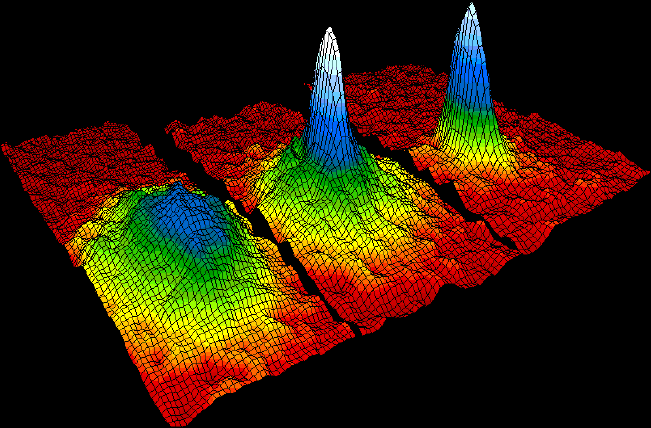
Dữ liệu phân bố vận tốc của các nguyên tử khí rubidium, xác nhận phát hiện ra một pha mới của vật chất, ngưng tụ Bose–Einstein.

Vật lí vật chất ngưng tụ là một ngành của vật lí học nghiên cứu các tính chất vật lí vĩ mô của vật chất. Đặc biệt, nó xét đến các pha "ngưng tụ" xuất hiện bất cứ khi nào số hạt trong hệ là rất lớn và tương tác giữa chúng là mạnh.
Những ví dụ quen thuộc nhất của pha ngưng tụ đó là chất rắn và chất lỏng, chúng xuất hiện do lực điện từ liên kết giữa các nguyên tử. Những pha ngưng tụ kỳ lạ bao gồm trạng thái siêu chảy và ngưng tụ Bose–Einstein xuất hiện trong những hệ nguyên tử cụ thể ở nhiệt độ rất thấp gần 0 K, pha siêu dẫn thể hiện bởi các electron dẫn trong một số vật liệu, và vật liệu sắt từ và phản sắt từ do tính chất spin trong mạng tinh thể nguyên tử.
Vật lí vật chất ngưng tụ là một trong những ngành lớn nhất của vật lí học hiện nay. Về mặt lịch sử, ngành này bắt đầu trưởng thành từ ngành vật lí trạng thái rắn, và hiện nay được các nhà khoa học coi là chủ đề chính của vật lí vật chất ngưng tụ. Thuật ngữ vật lí vật chất ngưng tụ do Philip Anderson nêu ra khi ông đổi tên nhóm nghiên cứu của ông—trước đó là lí thuyết trạng thái rắn—vào năm 1967. Năm 1978, Nhóm Vật lí Trạng thái Rắn của Hội Vật lí Mỹ đổi tên thành Nhóm Vật lí Vật chất Ngưng tụ. Ngành này bao quát rất nhiều lĩnh vực bao gồm hóa học, khoa học vật liệu, công nghệ nano và kỹ thuật.

#### Vật lí nguyên tử, phân tử, và quang học

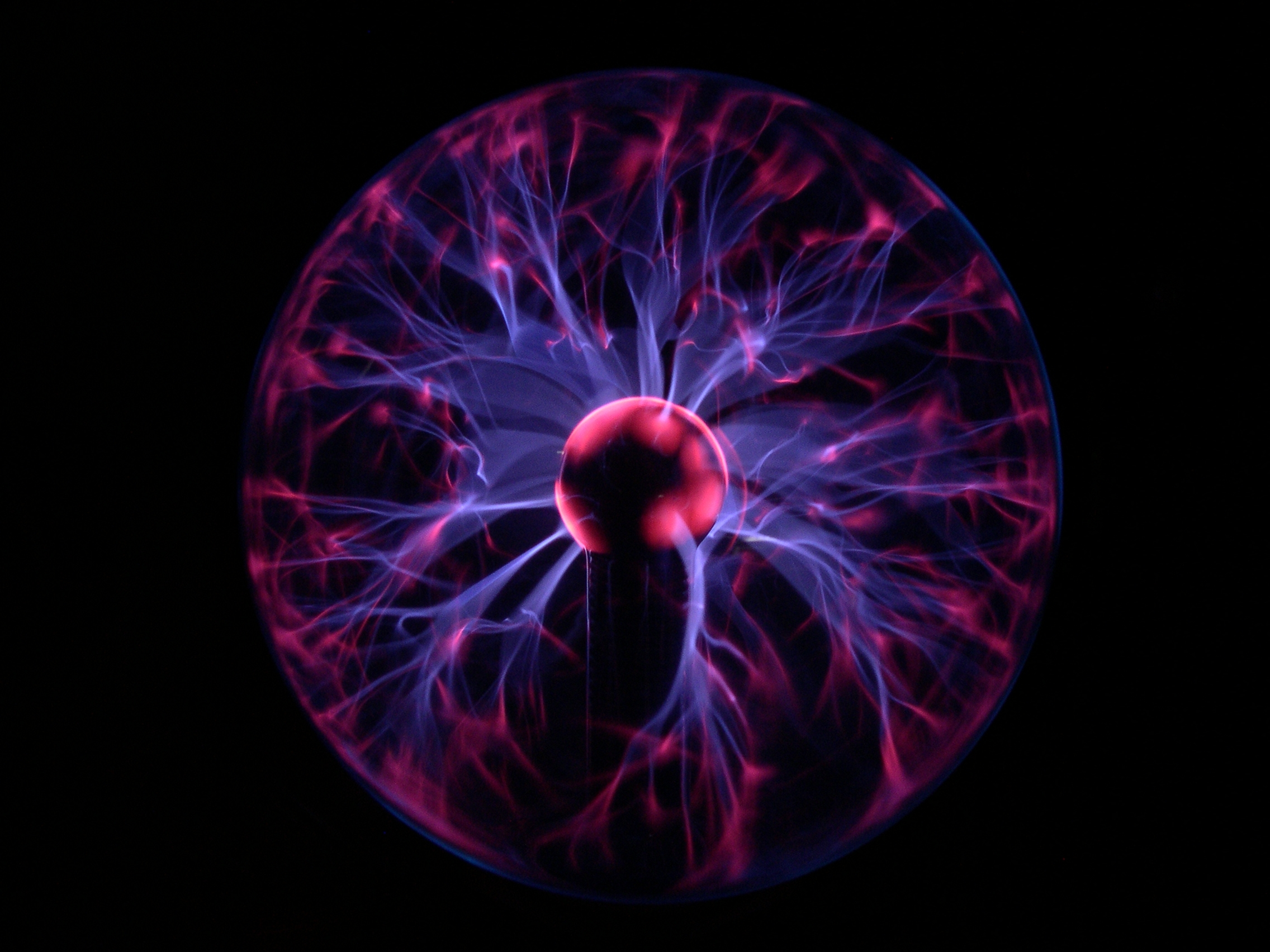
Đèn plasma.

Vật lí nguyên tử, phân tử, và quang học (AMO) nghiên cứu tương tác giữa vật chất–vật chất và ánh sáng–vật chất trên cấp độ nguyên tử và phân tử. Cả ba ngành này có sự trao đổi qua lại lẫn nhau, chúng có thể sử dụng phương pháp nghiên cứu tương tự nhau, giống nhau về mức năng lượng của hệ nghiên cứu. Cả ba ngành đều có cách tiếp cận bao gồm của vật lí cổ điển, bán cổ điển và lượng tử; các nhà vật lí có thể xét ba lĩnh vực này từ cấp độ vi mô (ngược với quan điểm vĩ mô).
Vật lí nguyên tử nghiên cứu các lớp vỏ electron trong nguyên tử. Những nghiên cứu hiện tại tập trung vào điều khiển lượng tử, làm lạnh và bẫy nguyên tử và ion, động lực học va chạm giữa những hệ nhiệt độ thấp và hiệu ứng tương quan eletron trên cấu trúc và động lực của hệ. Vật lí nguyên tử cũng bị ảnh hưởng bởi kết quả nghiên cứu của vật lí hạt nhân (ví dụ như, cấu trúc siêu tinh tế), nhưng các hiệu ứng liên hạt nhân như phân hạch và tổng hợp hạt nhân được xem là thuộc về lĩnh vực vật lí năng lượng cao.
Vật lí phân tử tập trung vào các cấu trúc đa nguyên tử và những tương tác nội và ngoại phân tử với vật chất và ánh sáng. Vật lí quang học và ngành con quang học lượng tử khác với quang học cổ điển đó là nó không nghiên cứu cách điều khiển trường ánh sáng bằng phương pháp vĩ mô, thay vào đó là nghiên cứu các tính chất cơ bản của trường quang học và tương tác của chúng với vật chất trong thang vi mô.

#### Vật lí năng lượng cao (vật lí hạt) và vật lí hạt nhân

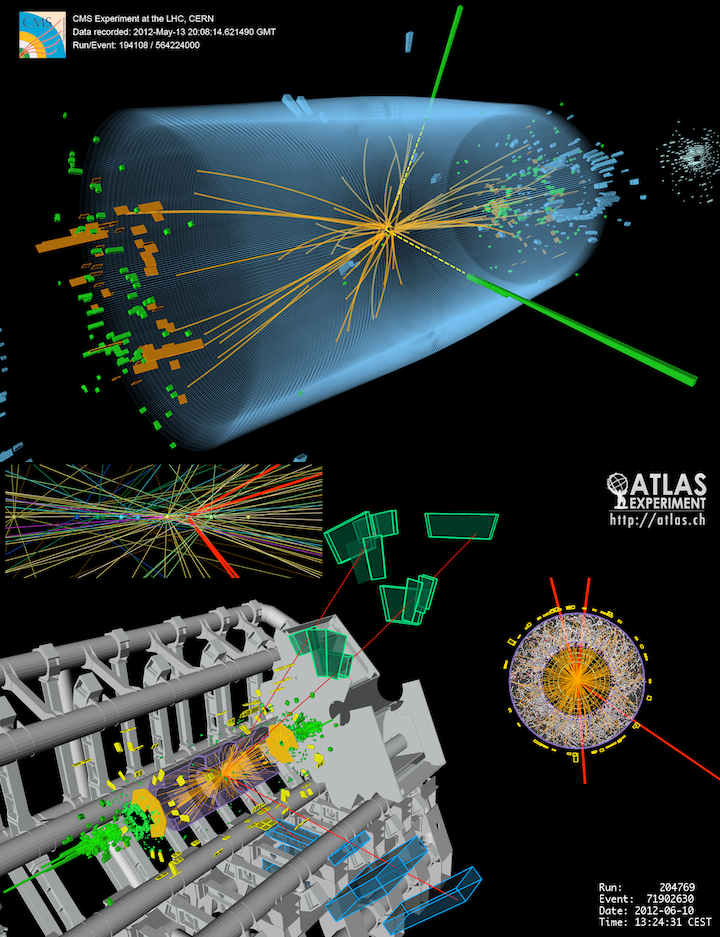
Các sự kiện ghi tại máy dò CMS (ở trên) và ATLAS (ở dưới) ghi lại sự kiện va chạm hạt tại Máy gia tốc hạt lớn LHC, của một trong những khả năng xuất hiện boson Higgs.

Mô hình chuẩn miêu tả các hạt và tương tác giữa chúng; những đường nối thể hiện các hạt có tương tác với nhau (hoặc với chính nó).

Vật lí hạt nghiên cứu các hạt cơ bản cấu tạo nên vật chất và năng lượng, cũng như tương tác giữa chúng. Thêm vào đó, các nhà vật lí hạt cùng phối hợp với các kỹ sư nhằm thiết kế và lắp đặt các máy gia tốc, máy dò hạt, và các chương trình phần mềm chạy trên siêu máy tính nhằm phân tích dữ liệu thu được. Ngành này còn được gọi là "vật lí năng lượng cao" bởi vì nhiều hạt cơ bản không xuất hiện hay tồn tại "lâu" trong tự nhiên, và để nghiên cứu chúng các nhà vật lí phải bắn những hạt có năng lượng cao va chạm với nhau để sinh ra những hạt này.
Hiện nay, các tương tác của những hạt cơ bản và trường được miêu tả khá hoàn chỉnh trong Mô hình chuẩn. Trong mô hình này có 12 hạt cơ bản cấu thành lên thế giới vật chất (quark và lepton), chúng tương tác với nhau thông qua các hạt truyền tương tác của ba loại tương tác mạnh, yếu, và điện từ. Những tính chất của các tương này được miêu tả bởi các hạt trao đổi boson gauge (tương ứng các gluon, boson W và Z, và photon). Mô hình chuẩn cũng tiên đoán tồn tại hạt boson Higgs, hạt có vai trò giải thích tại sao các hạt cơ bản lại có khối lượng thông qua "cơ chế phá vỡ đối xứng tự phát". Ngày 4 tháng 7 năm 2012, cơ quan CERN, phòng thí nghiệm châu Âu về vật lí hạt, thông báo phát hiện một hạt có những tính chất giống với boson Higgs, và dường như đây chính là hạt mà bấy lâu nay các nhà thực nghiệm vật lí hạt săn lùng.
Vật lí hạt nhân là ngành nghiên cứu thành phần cấu tạo nên hạt nhân nguyên tử như proton, neutron và tương tác giữa các hạt nhân. Ứng dụng được biết đến nhiều nhất của ngành này đó là năng lượng hạt nhân sinh ra trong các lò phản ứng hạt nhân và công nghệ vũ khí nguyên tử, nhưng nó cũng xuất hiện trong những ngành khác như xạ trị ung thư trong y học hạt nhân, chụp cộng hưởng từ, cấy ghép ion trong khoa học vật liệu, phương pháp xác định niên đại bằng các nguyên tố phóng xạ trong địa chất và khảo cổ học, nghiên cứu tạo ra các nguyên tố siêu urani và đảo bền những nguyên tố này.

#### Vật lí thiên văn

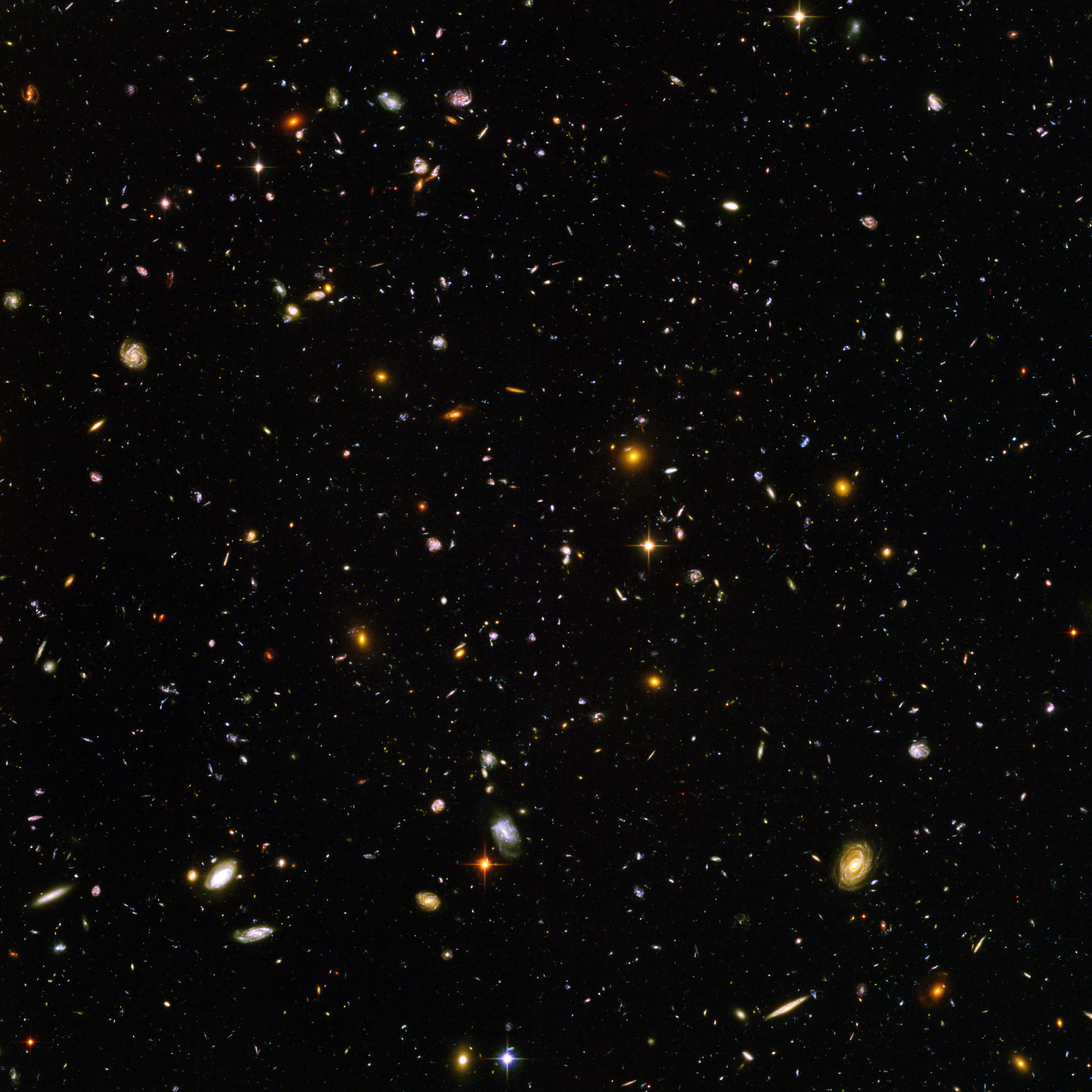
Bức ảnh chụp những thiên hà xa xôi trong quá khứ của vũ trụ, ảnh của Hubble.

Thiên văn học và thiên văn vật lí là một ngành ứng dụng các lí thuyết và phương pháp của vật lí học để nghiên cứu cấu trúc sao, tiến hóa sao, nguồn gốc và sự hình thành Hệ Mặt Trời, sự hình thành các hành tinh, thiên hà, cho đến những cấu trúc lớn trong vũ trụ. Nó cũng nghiên cứu lịch sử khởi đầu và kết thúc của vũ trụ... Thiên văn vật lí là một ngành rộng, các nhà vật lí thiên văn phải áp dụng nhiều nhánh của vật lí học bao gồm cơ học thiên thể, điện từ học, cơ học thống kê, nhiệt động lực học, cơ học lượng tử, thuyết tương đối, vật lí hạt...
Thiên văn học ban đầu gồm những nghiên cứu quan sát qua kính thiên văn mặt đất với hạn chế trong độ phân giải và phạm vi hẹp của bước sóng quang học. Năm 1931 nhà thiên văn Karl Jansky phát hiện ra tín hiệu vô tuyến có nguồn gốc từ các thiên thể trên bầu trời và mở đầu cho một ngành mới là thiên văn vô tuyến. Trong những thập niên gần đây, tiền phương của thiên văn học đã được mở rộng hơn khi con người bước vào kỷ nguyên thám hiểm vũ trụ với các công nghệ tiên tiến áp dụng từ những ngành khác của vật lí học cho phép xây dựng được những kính thiên văn không gian, tàu thăm dò liên hành tinh, và Trạm vũ trụ Quốc tế ISS. Không những thế, phạm vi bước sóng quan sát đã được thực hiện trên toàn miền bước sóng điện từ, vô tuyến, hồng ngoại, quang học, tử ngoại, tia X cho đến tia gamma. Thậm chí các nhà thiên văn vật lí thực nghiệm đang xây dựng những đài quan trắc neutrino, máy dò tia vũ trụ như AMS-02, hay thậm chí là cơ sở mặt đất cũng như thiết bị không gian thăm dò sóng hấp dẫn.
Vật lí vũ trụ học nghiên cứu sự hình thành và tiến hóa của vũ trụ trên phạm vi lớn nhất của nó. Trong lĩnh vực này thuyết tương đối rộng của Albert Einstein đóng vai trò trung tâm của các lí thuyết vũ trụ học hiện đại. Đầu thế kỷ XX, các khám phá của Hubble cùng một số nhà khoa học khác cho thấy vũ trụ đang giãn nở, như được chỉ ra bằng định luật Hubble. Khám phá này cùng với phát hiện về bức xạ phông vi sóng vũ trụ là một trong những chứng cứ mạnh mẽ ủng hộ thuyết Vụ Nổ Lớn về sử khởi đầu của vũ trụ và loại bỏ lí thuyết trạng thái dừng của vũ trụ. Cuối thế kỷ XX, dựa trên quan sát các siêu tân tinh loại Ia các nhà vật lí thiên văn đã bất ngờ phát hiện ra vũ trụ không những đang giãn nở mà sự giãn nở đang tăng tốc, không như trước đây cho rằng sự giãn nở này phải chậm lại.

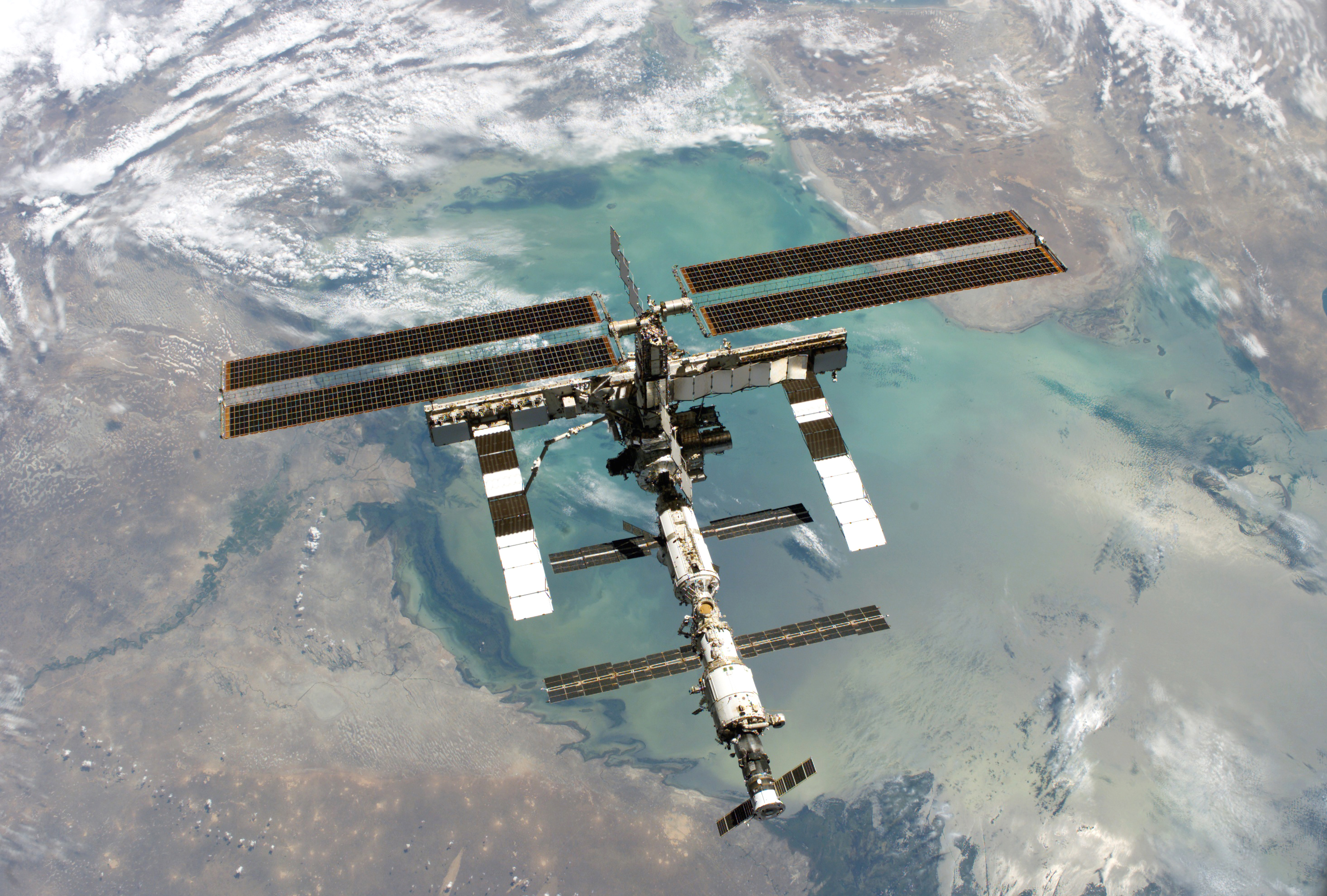
Trạm vũ trụ quốc tế chụp từ tàu con thoi Discovery năm 2005 trong giai đoạn xây dựng.

Lí thuyết Big Bang trở lên thành công với những tiên đoán của sự sinh ra các nguyên tố nhẹ trong tổng hợp hạt nhân Vụ Nổ Lớn, về bức xạ tàn dư vi ba phát hiện năm 1964 và về cấu trúc lớn của vũ trụ quan sát được. Mô hình Vụ Nổ Lớn dựa trên hai trụ cột chính: thuyết tương đối tổng quát của Albert Einstein và nguyên lí vũ trụ học. Các nhà vũ trụ học hiện nay đưa ra mô hình ΛCDM, mô hình bao gồm Vụ Nổ Lớn như là điểm khởi đầu khai sinh vũ trụ - hay mô hình chuẩn của vũ trụ học. Mô hình miêu tả về sự tiến hóa và thành phần của vũ trụ cũng như trạng thái tối hậu của nó, với các lí thuyết phụ thêm như vũ trụ lạm phát ở thời điểm Big Bang; các thành phần năng lượng tối, vật chất tối và vật chất baryon.
Nhiều khám phá mới xuất phát từ việc thu thập dữ liệu và phân tích chúng do những kính thiên văn không gian gửi về. Ví dụ dữ liệu từ Kính thiên văn không gian tia gamma Fermi quan sát trong nhiều năm mang lại cho các nhà vật lí thiên văn cái nhìn mới về hoạt động của vũ trụ và cho phép họ đánh giá những mô hình lí thuyết trong vật lí vũ trụ học. Đặc biệt hơn, với những dự án kính thiên văn mặt đất và trong không gian mới khi đi vào hoạt động sẽ giúp các nhà khoa học vén được bức màn bí ẩn của vật chất tối và năng lượng tối trong thập niên tới. Kính thiên văn Fermi cũng như máy đo phổ kế từ alpha AMS-02 sẽ tìm kiếm manh mối tồn tại của những hạt khối lượng lớn tương tác rất yếu với vật chất baryon, bên cạnh đó dữ liệu bổ sung từ ngành vật lí hạt ở các thí nghiệm trên các máy gia tốc như LHC và những máy dò khác sẽ mang lại cái nhìn bao quát cho các nhà vật lí từ cấp vi mô đến vĩ mô. Khi kính thiên văn không gian James Webb được phóng lên, nó sẽ nhìn xa hơn vào quá khứ của vũ trụ và các nhà khoa học sẽ tìm hiểu được tốt hơn lịch sử sơ khai của vũ trụ.
Trong phạm vi Hệ Mặt Trời, các tàu thăm dò đã viếng thăm gần hết các hành tinh chính và đang hành trình đến những vùng rìa Hệ Mặt Trời và không gian liên sao. Một số tàu như Voyager 1 đã gửi về những dữ liệu quý giá về vùng nhật quyển và gió Mặt Trời ở những nơi xa nhất, giúp cho các nhà vật lí thiết lập mô hình chính xác hơn về cấu trúc hệ Mặt Trời ở phạm vi ngoài xa xôi.

## Nghiên cứu hiện tại

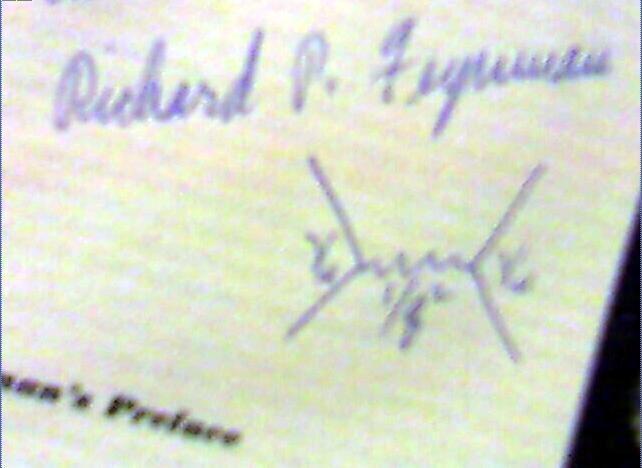
Biểu đồ Feynman với chữ ký của R.P. Feynman.

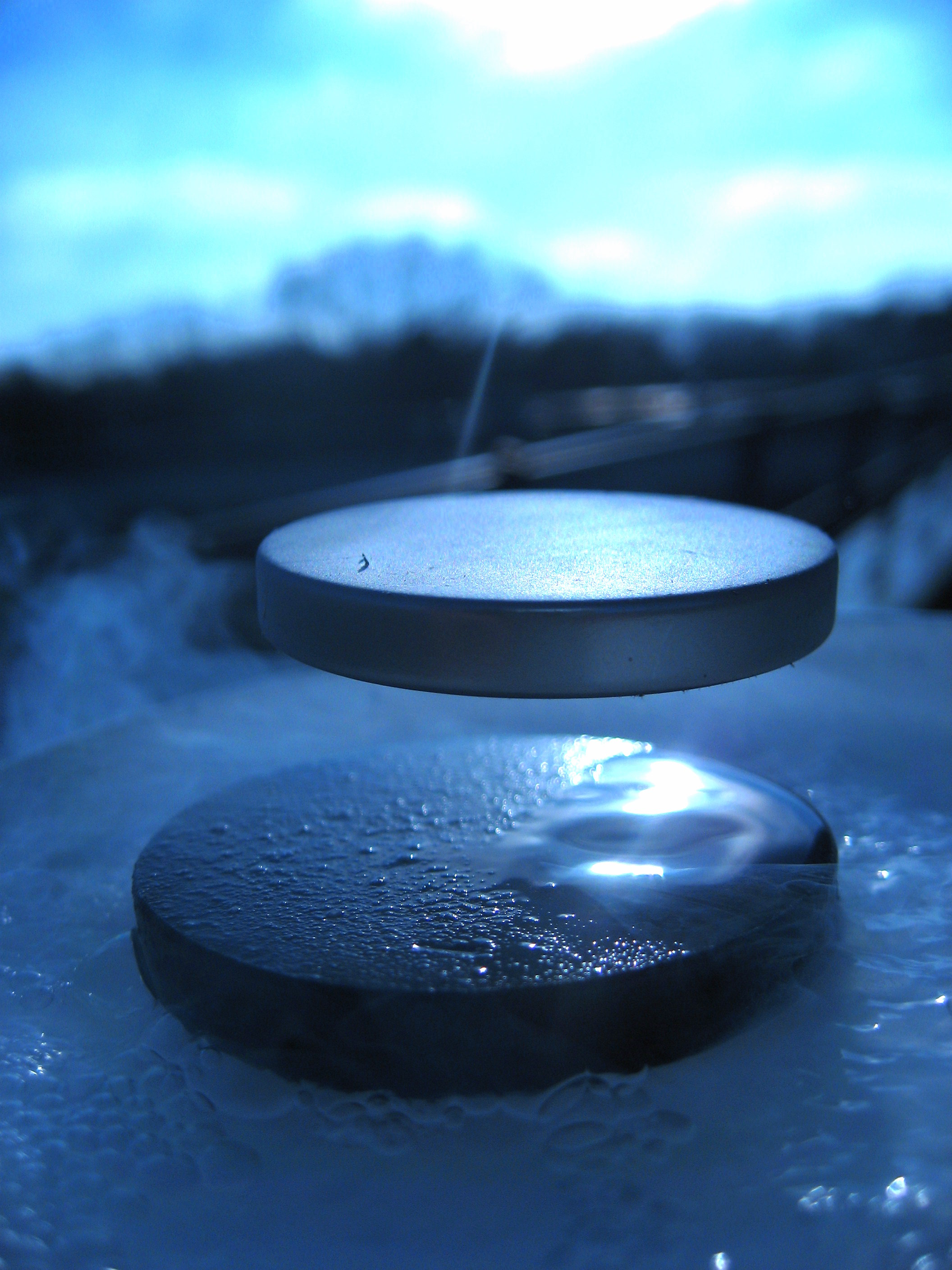
Một hiệu ứng điển hình của vật lí: nam châm treo lơ lửng trên một chất siêu dẫn, hay hiệu ứng Meissner.

Những tiến trình phát triển của vật lí tiếp tục với những vấn đề chưa giải được và nhu cầu thúc đẩy các tiến bộ công nghệ mới.
Trong vật lí vật chất ngưng tụ, một vấn đề lí thuyết quan trọng chưa giải được đó là giải thích hiệu ứng siêu dẫn nhiệt độ cao ở một số vật liệu gốm và tìm cách ứng dụng hiện tượng này tiến sát tới siêu dẫn ở nhiệt độ khí quyển. Một số thí nghiệm vật lí đang hướng đến tạo ra thành công máy tính lượng tử đầu tiên hay tạo ra các linh kiện mới dựa trên việc điều khiển và thao tác spin của điện tử. Các nhà thực nghiệm lượng tử cũng đang cố gắng hiện thực hóa được quá trình viễn tải lượng tử trên những khoảng cách lớn và không những đối với photon mà với cả hệ nhiều nguyên tử dựa trên sự vướng víu lượng tử.
Trong vật lí hạt, những thí nghiệm mang lại manh mối đầu tiên về nền vật lí bên ngoài Mô hình chuẩn đang dần hé lộ. Một trong những chứng cứ nổi bật nhất đó là neutrino có khối lượng khác 0 nhưng rất nhỏ. Việc hạt neutrino có khối lượng giúp giải quyết nghịch lí từ lâu về vấn đề neutrino Mặt Trời, trong đó các nhà vật lí thực nghiệm chỉ đếm được 1/3 số hạt như Mô hình chuẩn tiên đoán, và thực chất neutrino có thể biến đổi thành hai loại neutrino khác. Các máy gia tốc đã đạt đến mức năng lượng gia tốc các hạt tới năng lượng TeV, và họ đã tìm thấy hạt có tính chất tương tự như hạt Higgs cũng như đang ráo riết săn lùng những hạt siêu đối xứng của các hạt cơ bản.
Trên lĩnh vực lí thuyết, mục đích của nhiều nhà vật lí lí thuyết đó là tìm ra được thuyết hấp dẫn lượng tử thống nhất cơ học lượng tử và thuyết tương đối tổng quát, một mong muốn xuất phát từ những năm 1920 khi Einstein muốn thống nhất thuyết của ông với thuyết điện từ cổ điển, và quá trình này đang tiến triển rất năng động. Một số lí thuyết nổi bật lên đó là thuyết M, lí thuyết dây và hấp dẫn lượng tử vòng.
Nhiều hiện tượng trong thiên văn học và vũ trụ học đang dần dần được giải thích, bao gồm sự xuất hiện của những tia vũ trụ năng lượng rất cao, những nguồn quasar bức xạ mạnh, dị thường hấp dẫn của tàu Pioneer. Và các nhà vũ trụ học đang tìm kiếm và giải thích vật chất tối chịu trách nhiệm cho tốc độ tự quay bất thường ở vùng rìa trong mỗi thiên hà. Sự kiện phát hiện ra vũ trụ đang giãn nở gia tốc cũng là khám phá mới cho thấy vũ trụ còn rất nhiều điều bí ẩn.
Tuy đã có nhiều thành tự từ cơ học lượng tử cho đến vật lí thiên văn, ngay cả những hiệu ứng và hiện tượng hàng ngày vẫn còn chưa được hiểu đầy đủ như những hệ phức tạp, hỗn loạn, hay nhiễu loạn trong môi trường chất lưu... Những vấn đề phức hợp tưởng như chúng có thể giải bằng cách khéo léo áp dụng các phương trình vi phân cơ học động lực vẫn chưa giải quyết được; ví dụ như sự hình thành những đốm sáng khi cho sóng âm kích thích nước lỏng, hình dạng của các giọt nước, cơ chế phá hủy sức căng bề mặt các chất lỏng, hay thậm chí các nhà khí tượng học chưa thể tiên đoán chính xác hoạt động thời tiết của khí quyển nếu quá ba ngày với những kiến thức liên quan về vật lí hiện nay.
Những hiện tượng phức hợp này nhận được sự chú ý từ thập niên 1970 vì một vài lí do, bao gồm sự ra đời của máy tính điện từ và các phương pháp toán học mới, cho phép các nhà vật lí thực hiện được mô phỏng chúng trên máy tính nhằm phát hiện những tính chất và hành trạng của các hệ phức hợp này. Phương pháp mô phỏng trên máy tính cần sự hợp tác của nhiều nhà khoa học trên nhiều lĩnh vực khác nhau, từ những lập trình viên cho đến các chuyên gia trong một lĩnh vực riêng, như nghiên cứu tính nhiễu loạn trong khí động lực học của máy bay hay sự hình thành tế bào trong sinh học. Năm 1932, Horace Lamb viết:
Bây giờ tôi đã cao tuổi, một khi tôi qua đời và lên thiên đàng có hai điều mà tôi hi vọng muốn được làm sáng tỏ. Một là điện động lực học lượng tử, và hai là chuyển động nhiễu loạn của chất lưu. Và về những thứ khác tôi tin tưởng lạc quan hơn.
Năm 2005 là năm được tổ chức UNESCO của Liên Hợp Quốc chọn làm Năm vật lí thế giới. Đây là một hoạt động nhằm kỉ niệm và tôn vinh những thành tựu quan trọng của vật lí đã đạt được đối với khoa học cũng như đối với cuộc sống thường ngày trong những năm qua.